# Détroit de Sannikov
Le détroit de Sannikov (en russe : пролив Санникова, proliv Sannikova) est un détroit qui sépare l'île Petite Liakhov (au sud) de l'île Kotelny (au nord) dans les îles de Nouvelle-Sibérie. Le détroit de Sannikov relie la mer des Laptev à l'ouest et la mer de Sibérie orientale à l'est. Long de 238 km, il mesure 50 km de large. Plus profond que le détroit de Dmitri-Laptev, sa profondeur maximale est de 24 mètres. Administrativement, le détroit est situé en République de Sakha dans le nord de la Russie. 
Il est nommé d'après le marchand et explorateur russe Iakov Sannikov.